# María Ángeles Arazo
María de los Ángeles Arazo Ballester (Valencia, 21 de febrero de 1930) es una escritora, periodista, crítica de arte y guionista de historietas española.

## Nótulas de su biografía
- Profesora de Enseñanza General Básica y licenciada en Ciencias de la Comunicación por la Universidad Complutense de Madrid.

- En los años cincuenta y junto a María Consuelo Reyna, trabajó en la Delegación en Valencia de la Comisión de Información y Publicaciones Infantiles y Juveniles; escribió también guiones para la revista "Mariló" de la Editora Valenciana.

- Colaboró en el diario Levante-EMV y publicó con asiduidad en revistas de carácter nacional.[3]

- Actuó de mantenedora en la presentación de la Fallera Mayor Infantil de Valencia de 1980, Laura Carsí Vaello –hasta entonces, una mujer jamás había ocupado ese puesto en las presentaciones falleras–; en 2020 el Ayuntamiento de Valencia reconoció sus aportación al mundo fallero.[4]

- Casi medio centenar de sus monografías de temas populares valencianos han sido ilustradas con fotografías de Francesc Jarque.

- Es redactora de Las Provincias donde se ocupa de temas de cultura, arte y sociedad.

- Forma parte de la Asociación Valenciana de Críticos de Arte (AVCA), y es Académica Correspondiente[5] de la Real Academia de Cultura Valenciana.

- Mª Ángeles Arazo: Siete décadas de periodismo ejemplar. [6] Carta de un admirador.[7]

- 2025. Premio al Mérito Cultural otorgado por el Ayuntamiento de València en su III Edición, junto a la productora cinematográfica María Zamora, el escritor Rafael Lahuerta, y la compañía teatral L’Horta Teatre.[8][9]

## Obras

### Novelas
- El hijo que no nació (relatos), 1967 .D.L. V.3950-1967
- La vida secreta de Ana, 4 edic. 1973. ISBN 84-7199-090-3
- Obsesión, 1974. ISBN 84-7199-096-2
- Un instante, 1980. ISBN 84-85402-09-0
- Fuego dentro, 1982.
- Camisón de puntillas, portada de Francesc Jarque, 1983. D.L. V.482-1983

### Relatos
- 12 Relatos escritos por María Ángeles Arazo, Rafael Alfaro Taboada, Adolfo de Azcárraga, Maria Beneyto, Joan Alfons Gil Albors, E. Granero Sancho, J. León Roca, Enrique Nacher, José Ombuena, Carlos Senti Esteve, Vicente Soto y Fernando Vizcaíno Casas, 1974. ISBN 84-7199-095-4
- "Habitación 69. Ernest Hemingway, la periodista y los toros" en Ocurrió en Valencia. 21 historias cortas, 2012. ISBN 978-84-939627-2-2

### Temas populares / valencianos
- Gente del Rincón (Valencia), fotos de Luis Vidal, 1966. D.L. V.2873-1966
- Gente del Maestrazgo, fotos de Luis Vidal, 1968.
- Estudios de pintores valencianos,[10] Boletín de información municipal,[11] n.º 64, Valencia, 1969.
- Gente de la Serranía, 1970. D.L. V. 4841-1970
- Valencianos de la Mar, fotos de Luis Vidal, 1971. D.L. V. 5272-1971
- Gente del Valle de Ayora, fotos de José Penalba, 1975. ISBN 84-7199-110-1
- Valencia íntima, fotos de Fco. de Paula Hernández, 1977. ISBN 84-212-0040-2
- El libro negro de Consuera, 1977. ISBN 84-7380-233-0
- Crónicas de la España Negra, 1978. ISBN 84-7380-343-4
- Superstición y fe en España, 1978 .ISBN 84-01-33125-0
- Valencia noche, fotos de Fco. de Paula Hernández, 1978. ISBN 84-01-37013-2
- Las Hogueras de San Juan : Alicante del 20 al 24 de junio, fotografías A.R. Fotógrafos, W. Reimann, 198?.
- Peregrinaciones y romerías, fotografías J. Marina, 198?.
- Moors and christians, photographies : J. Marina, E. Molina and F. Jarque, 198?.
- Moros y cristianos, fotografías J. Marina, E. Molina y F. Jarque, 198?.
- Nuestras fiestas, fotos de Francesc Jarque, 1980 / 1986. ISBN 84-85094-20-4 / ISBN 84-85094-57-3
- Las fiestas de Valencia, fotos de Francesc Jarque, 1981. ISBN 84-7199-155-1
- La vieja Valencia mercantil y artesana, fotos de Francesc Jarque, 1981. ISBN 84-7199-155-1
- Las hierbas: herboristería valenciana, (con Manuel Costa Talens), 1982. ISBN 84-85094-32-8
- Valencia Marinera, fotos de Francesc Jarque, 1982
- Mercados de Valencia, fotos de Francesc Jarque, 1984. ISBN 84-505-0460-0
- Huerta de Valencia, fotos de Francesc Jarque, 1984. ISBN 84-500-9558-1
- Cerámica valenciana, fotos de Francesc Jarque, 1985. ISBN 84-505-1020-1
- Valencia y su provincia, fotos de Francesc Jarque, 1985. ISBN 84-505-1958-6
- Barrio del Carmen, Valencia, fotos de Francesc Jarque, 1986. ISBN 84-505-3068-7
- Artesanos de Valencia, fotos de Francesc Jarque, 1986. ISBN 84-505-4370-3
- Las hierbas: herboristería valenciana, fotografías de Nico Monteagudo, 1986. ISBN 84-85094-54-9
- Alrededor de la Seu, fotos de Francesc Jarque, 1987. ISBN 84-505-5133-1
- Toros y vaquillas, fotos de Francesc Jarque, 1987. ISBN 84-505-6100-0
- L'Albufera, fotos de Francesc Jarque, 1987. ISBN 84-505-6911-7
- Mercado Central de Valencia: 60 Aniversario, fotos de Francesc Jarque, 1988. D.L. V.311-1988
- Vivir en Valencia, fotos de Francesc Jarque, 1988. ISBN 84-86908-13-8
- Artesanía valenciana, fotos de Francesc Jarque, 1988. ISBN 84-404-3298-4
- Gozos valencianos en el altar y la cocina, fotos de Francesc Jarque, 1988. ISBN 84-7795-004-0
- Guía de Artesanía de Castellón, fotos de Francesc Jarque, 1989. ISBN 84-7579-849-7
- Fuentes de Valencia, fotos de Francesc Jarque, 1989. ISBN 84-404-5574-7
- Días de fiesta mayor, fotos de Francesc Jarque, 1990. ISBN 84-7795-029-6
- Claustros de Valencia, fotos de Francesc Jarque, 1990. ISBN 84-86908-32-9
- Mercado Central: crónica de cinco años, 1986-1990, fotos de Francesc Jarque, 1991. ISBN 84-404-9320-7
- Valencia próxima, fotos de Francesc Jarque, 1991. ISBN 84-86908-58-2
- Tiendas de Valencia, fotos de Francesc Jarque, 1991. ISBN 84-7890-353-4
- Jardines de Valencia, fotos de Francesc Jarque, 1993. ISBN 84-86908-97-3
- Mariner, 1893-1993 centenary, 1993. D.L. V. 26-1993
- Recetas de cocina del Mercado Central de Valencia, 1995. D.L. V.3918-1995
- Pinedo y su gente, fotos de Francesc Jarque, 1995. ISBN 84-88639-92-9
- Arquitectura popular valenciana, fotos de Francesc Jarque, 1995. ISBN 84-7795-979-X
- A century of lighting in Spain: 30th anniversary of FIAM, 1995. ISBN 84-605-3764-1
- Un siglo de iluminación en España. XXX aniversario de FIAM, 1995. ISBN 84-605-3764-1
- Fiestas y cultura, fotos de Francesc Jarque, 1997. ISBN 84-482-1545-1
- Valencia. Gozo de los sentidos, fotos de Pepe Sapena, 1997. ISBN 84-89747-20-2
- El Rincón de Ademuz, fotos de Francesc Jarque, 1998. ISBN 84-7795-149-7
- Campanar, fotos de Francesc Jarque, 1998. ISBN 84-89747-45-8
- Borbotó, Massarrojos, fotos de Francesc Jarque, 1999. ISBN 84-95171-30-9
- Fiestas de la comunidad valenciana, fotos de Francesc Jarque, 1999. ISBN 84-86963-25-7
- Fallas: delirio mediterráneo, fotos de Francesc Jarque, 1999. ISBN 84-95031-09-4
- El valle de Ayora-Cofrentes, fotos de Francesc Jarque, 2000. ISBN 84-7795-248-5
- Comer en tierras valencianas, fotos de Francesc Jarque, 2000. ISBN 84-482-2635-6
- Valencia. Gozo de los sentidos, fotos de Pepe Sapena, 2000. ISBN 84-95171-82-1
- Valencia : a feast for the senses, fotos de Pepe Sapena, 2000. ISBN 84-95171-84-8
- Museos Vivos.Alicante y provincia, fotos de Francesc Jarque, 2000. ISBN 84-482-2583-X (v.1)
- Museos Vivos.Castellón y provincia, fotos de Francesc Jarque, 2001. ISBN 84-482-2734-4 (v.2)
- Museos Vivos.Valencia y provincia, fotos de Francesc Jarque, 2001. ISBN 84-482-2980-0 (v.3)
- Valencia orilla mediterránea, fotos de Pepe Sapena, 2002. ISBN 84-8484-067-0
- Antonia Mir: una trayectoria pictórica, una vida(catálogo exposición), 2003. ISBN 84-482-3653-X
- Recetas de cocina del Mercado Central de Valencia, 2003
- Valencia. Cultura Viva, fotos de Pepe Sapena, 2003. ISBN 84-8484-104-9
- Gente marinera. Costa valenciana, fotos de Francesc Jarque, 2003. ISBN 84-482-3373-5
- Neobarroca: María José Marco (catálogo exposición), 2005. D.L. V.3915-2005
- Paisajes rurales de la Comunidad Valenciana, fotos de Francesc Jarque, 2005. ISBN 84-482-4237-8
- El parque natural de la Albufera, fotos de Francesc Jarque, 2005. ISBN 84-482-4219-X
- Llocs de la memòria : claustres de la Comunitat Valenciana, fotos de Francesc Jarque, 2007. ISBN 84-482-4480-X
- Valencia vivida, fotografías, Archivo J. Huguet, Nacho Ruiz, 2007. ISBN 978-84-96419-41-4
- Lugares de la memoria. Claustros de la Comunidad Valenciana, fotos de Francesc Jarque, 2007. ISBN 84-482-4479-6
- Lugares para el encuentro. Calles y plazas de la Comunidad Valenciana, fotos de José Manuel Almerich, 2008
- —& Mollà, Xavier& Golf, Susana& Anyó, Vicent& Catalá Gorgues, Miguel Ángel& de la Calle, Román& Dolç, Carles (2008). El Turia: un paseo urbano por la historia. Fotografías de Xavier Mollà. Valencia: Generalitat Valenciana. ISBN 9788448250041.
- El agua, fuentes para beber en Valencia, fotos de Francesc Jarque, 2009. D.L. V.4348-2009
- La huella morisca en tierras valencianas, fotos de José Manuel Almerich, 2010. ISBN 978-84-482-5362-2
- El paisaje creado, fotos de José Manuel Almerich, 2011. ISBN 978-84-482-5535-0
- Gozos valencianos en el altar y la cocina, fotos de Francesc Jarque, 2011. Carena editors. ISBN 978-84-92932-46-7
- El Carmen. Ruzafa: Queridos Barrios, fotos de Antonio Cortés, 2011. ISBN 978-84-8484-345-0
- "Cocina de barca de norte a sur" en Anuario de la Cocina de la Comunitat Valenciana 2014, 2013. ISSN 1888-1939

### Premios
- Premio Valencia de Literatura-Relatos, Diputación de Valencia: El hijo que no nació, 1967
- Premio de Novela Blasco Ibáñez: La vida secreta de Ana, 1973
- Premio de Novela corta Skal Club Valencia: Camisón de puntillas, 1982
- Premio al Mérito Cultural otorgado por el Ayuntamiento de València, 2025